# Bataille d'Iganie
Insurrection de novembre 1830
Batailles
- Stoczek
- Dobra
- Kałuszyn
- Wawer
- Nowa Wieś
- Białołęka
- Grochow
- Kurow
- Wawer
- Debe Wielkie
- Domanice
- Iganie
- Kazimierz Dolny
- Ostrołęka
- Wola

La bataille d’Iganié a opposé, le 10 avril 1831, l'armée russe à l'armée polonaise dans le cadre de la répression de l'Insurrection de novembre 1830. Ce devait être la dernière grande victoire polonaise de ce conflit.
Dès l'issue de la bataille de Grochów (25 février), les Polonais s'efforcèrent de stopper l'avance russe en repoussant les troupes du général Hans Karl von Diebitsch. Il fallut toutefois attendre le printemps avant qu'un corps d'armée polonais, sous les ordres d’Ignacy Prądzyński (en), puisse repartir à la contre-offensive. Les Polonais, forts de quelque 11 000 hommes (équipés de sabres et de baïonnettes) et d'une artillerie de campagne de 16 canons, avançaient très vite en direction de l’important dépôt de munitions russe de Siedlce. Le 10 avril 1831, les Polonais interceptèrent les forces en repli du général Rosen à hauteur du village d’Iganie, plusieurs kilomètres à l'ouest de Siedlce, sur la Muchawka (pl).
Prądzyński, pensant que le reste des troupes polonaises ne tarderait pas à arriver, décida d'engager les Russes avec son avant-garde. L'artillerie montée du général Józef Bem exploita son avantage de mobilité et bombarda avec succès le village où s'était retranchée l'infanterie ennemie, ce qui permit à l'infanterie polonaise de Prądzyński de reprendre le village. Passé l'effet de surprise initial, les Russes tentèrent de se regrouper de l'autre côté de la rivière et commencèrent à leur tour à bombarder les Polonais. Constatant l'infériorité numérique des Polonais, le général russe ordonna d’interrompre les tirs de barrage et lança son infanterie à l'assaut des positions ennemies de l'autre côté de la rivière. Mais les Russes n'étaient pas sitôt au contact que l'infanterie de Prądzyński et la cavalerie du général Ludwik Kicki (pl), agissant de concert, coupèrent les Russes de leurs arrières et s'emparèrent du seul pont de la région.
À l'issue d'un bref combat, les Russes avaient perdu près de 3 000 hommes, et 1 500 autres soldats furent faits prisonniers. Bien que les pertes polonaises eussent été très inférieures (moins de 500 tués ou blessés), le général polonais Jan Skrzynecki, arrivé sur le champ de bataille quelques heures après la victoire, s'opposa à toute idée de harcèlement de l'ennemi, faisant de cette victoire une « victoire à la Pyrrhus ».